# Bobbejaan Schoepen
Bobbejaan Schoepen (Boom, 1925. május 16. – Turnhout, 2010. május 17.) belga énekes, zenész. Ő képviselte a Straatdeuntje című dallal Belgiumot az 1957-es Eurovíziós Dalfesztiválon, ahol 5 ponttal a nyolcadik helyezést érte el.

## Filmjei
- Ah! t'Is zo fijn in België te leven (1950, Belgium)
- Ah! Qu'il fait bon chez nous (1951, Belgium)
- Televisite (1955, tv-sorozat, Belgium)
- O sole mio (1960, NSZK)
- Davon träumen alle Mädchen (1961, NSZK)
- De ordonnans (1962, Belgium)
- Pro of Contra (1963, tv-sorozat, Belgium, egy epizódban)
- Musikalische Unterhaltung (1963, tv-sorozat, NSZK, egy epizódban)
- Der Goldene Schuß—TV episode (as Bobbejaan) (1969, tv-sorozat, NSZK, egy epizódban)

## Fordítás
- Ez a szócikk részben vagy egészben  a   Bobbejaan Schoepen című angol Wikipédia-szócikk ezen változatának fordításán alapul.  Az eredeti cikk szerkesztőit annak laptörténete sorolja fel. Ez a jelzés csupán a megfogalmazás eredetét és a szerzői jogokat jelzi, nem szolgál a cikkben szereplő információk forrásmegjelöléseként.